# اثر مرده
اثر مرده (انگلیسی: Dead Effect) یک بازی ویدئویی تیراندازی سوم شخص تک نفره برای سکو‌های آی‌اواس، اندروید، ویندوز، اواس ده و لینوکس می‌باشد که توسط این دو برین توسعه و بالکی‌پیکس نشر پیدا کرده است.
این بازی تاکنون بیش از سه میلیون بار دانلود شده است.